# Гейер, Николай Павлович
Николай Павлович Гейер (1857 — не ранее 1913) — русский военный инженер, генерал-лейтенант. Участник Русско-турецкой войны.

## Биография
Окончил Александровский кадетский корпус и Николаевское инженерное училище. В 1878 году произведён в подпоручики в 1-й Кавказский сапёрный батальон и прикомандирован к лейб-гвардии Сапёрному батальону. С 1877 года — участник Русско-турецкой войны. С 1879 года — прапорщик гвардии, в 1854 году произведён в подпоручики гвардии.
С 1884 года после окончания Николаевской инженерной академии по 1-му разряду произведён в поручики (по инженерной части). С 1884 года — военный инженер Брест-Литовского крепостного инженерного управления в 1885 году произведён в штабс-капитаны, в 1889 году — в капитаны.
В 1895 году произведён в подполковники и назначен начальником штаба 1-й сапёрной бригады. В 1899 году произведён в полковники. С 1901 года назначен командиром 2-го отдельного сапёрного батальона 4-го армейского корпуса. В 1907 году произведён в генерал-майоры и назначен начальником штаба 6-й сапёрной бригады.
С 1910 года — инспектор полевых инженерных войск Московского военного округа. С 1911 года — инспектор полевых инженерных войск и с 1912 года  инспектор инженерной части Одесского военного округа. В 1913 году «за отличие по службе» произведён в генерал-лейтенанты.